# Izsák
Izsák es una ciudad en el condado de Bács-Kiskun, Hungría.

## Residentes famosos
- Béla Kiss (28 de julio de 1877 – 5 de febrero de 1915), asesino en serie húngaro

## Ciudades hermanadas
Izsák está hermanada con:
- Strullendorf, Germany